# Steinweg 64 (Quedlinburg)

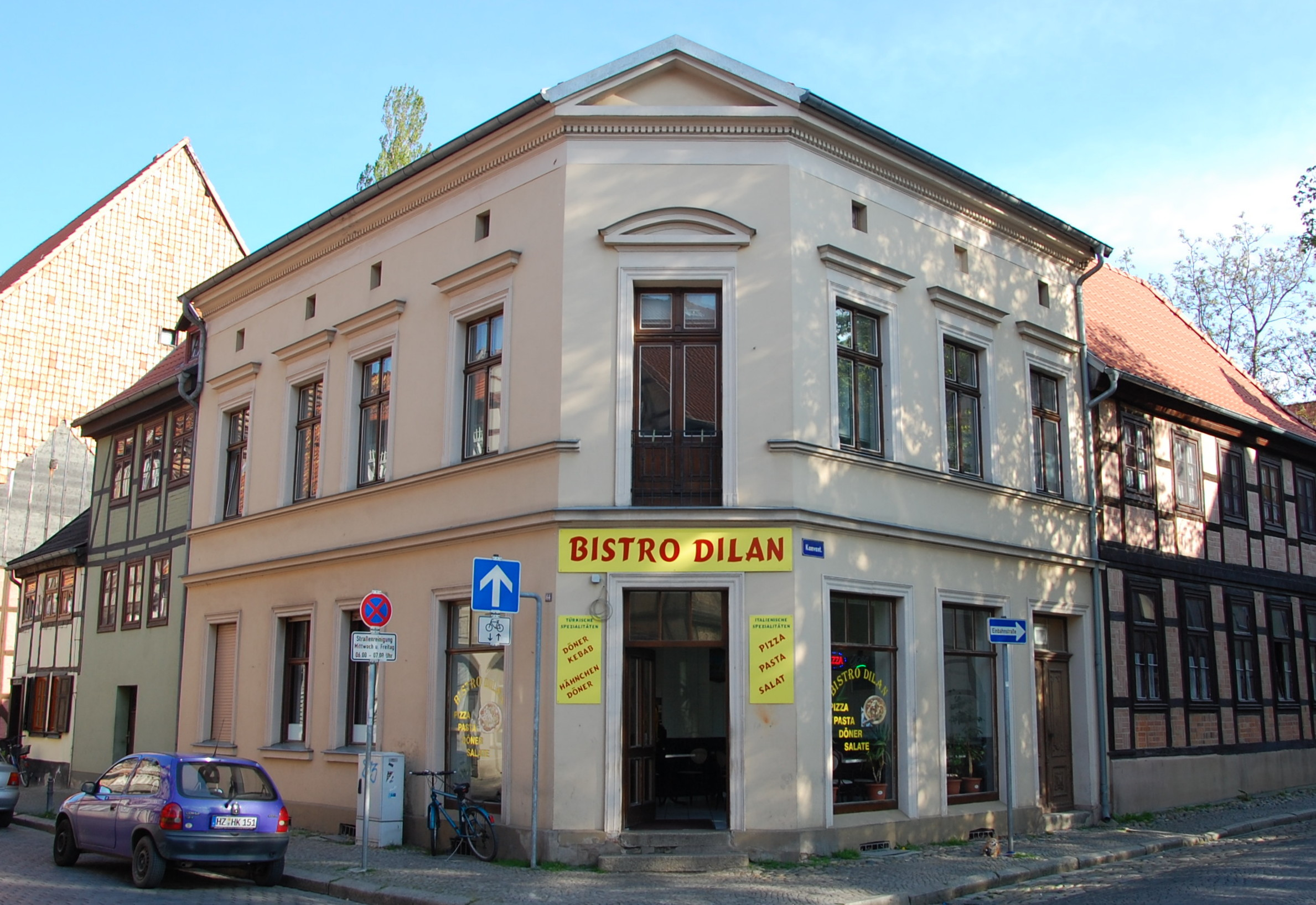
Haus Steinweg 64

Das Haus Steinweg 64 ist ein denkmalgeschütztes Gebäude in der Stadt Quedlinburg in Sachsen-Anhalt.

## Lage
Es befindet sich in der historischen Quedlinburger Neustadt auf der Südseite des Steinwegs in einer Ecksituation an der Einmündung der Straße Konvent. Im Quedlinburger Denkmalverzeichnis ist es als Wohn- und Geschäftshaus eingetragen. 

## Architektur und Geschichte
Das zweigeschossige, in massiver Bauweise errichtete Gebäude entstand in der Mitte des 19. Jahrhunderts. Es ist im Stil des Klassizismus gestaltet. Im Erdgeschoss wurde ein Ladengeschäft eingefügt.